# Oribatella cespitum
Oribatella cespitum är en kvalsterart som först beskrevs av Koch 1841.  Oribatella cespitum ingår i släktet Oribatella och familjen Oribatellidae. Inga underarter finns listade i Catalogue of Life.